# Leptomyrmex darlingtoni
Leptomyrmex darlingtoni é uma espécie de formiga do gênero Leptomyrmex.